# 7360 Moberg
A 7360 Moberg (ideiglenes jelöléssel 1996 BQ17) a Naprendszer kisbolygóövében található aszteroida. Claes-Ingvar Lagerkvist fedezte fel 1996. január 30-án.